# 63 (nombre)
« Soixante-trois » redirige ici. Pour l'année, voir 63.
Le nombre 63 (soixante-trois) est l'entier naturel qui suit 62 et qui précède 64.

## En mathématiques
Le nombre 63 est :
- un nombre de Woodall ;
- un nombre Harshad (strictement supérieur à 10 donc composé) ;
- le troisième nombre à être quatre fois brésilien car 63 = 1111112 = 3334 = 778 = 3320 ;
- le nombre de Mersenne M6 = 26 – 1.

## Dans d'autres domaines
Le nombre 63 est aussi :
- l'indicatif téléphonique international pour appeler les Philippines.
- le numéro atomique de l'europium, un lanthanide.
- le numéro de la sourate Al-Munafiqun dans le Coran.
- le numéro du département français du Puy-de-Dôme.
- le nombre de case au jeu de l'oie.

- années historiques : -63, 63 ou 1963.
- ligne 63 (Infrabel).